# Liste der Werke von Pierre Boulez
Liste der Werke von Pierre Boulez
Die folgende Liste beruht im Wesentlichen auf:
- Paul Griffiths: Boulez, Oxford 1978
- Theo Hirsbrunner: Pierre Boulez und sein Werk, Laaber 1985
- Verlagsprospekten der verschiedenen Verlage
- Wikipedia-Beiträgen

## Verzeichnis der musikalischen Werke
Zu den abgekürzten Besetzungsangaben siehe den Artikel Kurzschrift Orchesterbesetzung. Die Zählung folgt Hirsbrunner (bis 1985).
- 1 Notations für Klavier, 1945 (Universal Edition 1985). Besteht aus: 1. Modéré – Fantasque; 2. Trés vif. Strident; 3. Assez lent; 4. Rythmique; 5. Doux et improvisé; 6. Rapide; 7. Hiératique; 8. Modéré jusqu’à trés vif; 9. Lointain. Calmé; 10. Mécanique et très sec; 11. Scintillant; 12. Lent – puissant et âpre. UA: Yvette Grimaud, Paris, 12. Februar 1945. (Vgl. Nr. 35)
- 2 Trois Psalmodies für Klavier, 1945. UA: Yvette Grimaud, Paris, 1945.
- 3 Variations für Klavier linke Hand, 1945. Nicht aufgeführt.
- 4 Quatuor für 4 Ondes Martenot, 1945–46. Nicht aufgeführt. Neu komponiert als:
  - 4a Sonate für 2 Klaviere, 1948. Nicht aufgeführt.
- 5 Sonatine für Flöte und Klavier, 1946 (Amphion 1954). Besteht aus: [I.] Trés librement – Lent; [II.] Trés modéré – presque lent; [III.] Tempo scherzando, avec humeur. Dauer: ca. 12 min. UA: van Boterdael, Marcelle Mercenier, Bruxelles 1947.
- 6 Première Sonate für Klavier, 1946 (Amphion 1951). Besteht aus: I. Lent; II. Assez large. UA: Yvette Grimaud, Paris 1946. Dauer: ca. 10 min.
- 7 Le Visage nuptial [Das bräutlich Antlitz] für Sopran, Alt, 2 Ondes Martenot, Klavier und Schlagzeug (Gedichte von René Char), 1946–47. UA (nur zwei Sätze): Paris 1947. Revidiert als:
  - 7a Le Visage nuptial für Sopran, Alt, Frauenchor und großes Orchester (Gedichte von René Char), 1951–52 (Heugel 1959). Besteht aus: 1. Conduite [Lebensführung]; 2. Gravité, L'emmuré [Tiefsinn. Der Eingemauerte]; 3. Le visage nuptial [Das bräutlich Antlitz]; 4. Evadné; 5. Post-Scriptum. Orchesterbesetzung: 4. 4. 4. 4. – 4. 4. 3. 1 – Xylophon, Celesta, Glockenspiel, Vibraphon, Pauken, 2 Harfen, mehrere Schlagzeuger – 16. 14. 12. 12. 8. UA: Ilona Steingruber, Eva Bornemann, Chor und Orchester des Westdeutschen Rundfunks / Boulez, Köln, 4. Dezember 1957.
- 8 Symphonie concertante für Klavier und Orchester, 1947, verloren 1954. Nicht aufgeführt.
- 9 Deuxième Sonate für Klavier, 1947–48 (Heugel 1950, Mercury 1950). Besteht aus: I. Extrêmement rapide; II. Lent; III. Modéré, presque vif; IV. Très librement. UA: Yvette Grimaud, Paris, 29. April 1950.
- 10 Le Soleil des Eaux für Gesang und Orchester (Musik für ein Hörspiel von René Char), 1948. UA: Radio Télévision Française, Paris, 1948. Umgewandelt zu einem im Konzert zu spielenden Werk:
  - 10a Le Soleil des Eaux für Sopran, Tenor, Bass und Orchester (Gedichte von René Char), 1948. Besteht aus: 1. Complainte du lèzard amoureux [Klage der verliebten Eidechse]; 2. La sorgue (Chanson pour Yvonne). UA: Irène Joachim, Pierre Mollet, Joseph Peyron, Orchestre National / Roger Désormière, Paris, 18. Juli 1950. Revidiert als:
  - 10b Le Soleil des Eaux für Sopran, Tenor, Bass, Chor (Sopran, Tenor, Bass) und Orchester (Gedichte von René Char), 1958 (Heugel 1959). UA: Josephine Hendick, Helmut Krebs, Heinz Rehfuß, Chor und Orchester des Hessischen Rundfunks / Ernest Bour, Darmstadt, 9. September 1958. Revidiert als:
  - 10c Le Soleil des Eaux für Sopran, Chor (Sopran, Alt, Tenor, Bass) und Orchester (Gedichte von René Char), 1965 (Heugel 1968). Orchesterbesetzung: 2. 1. Englischhorn. 1. Bassklarinette. 2. – 3. 2. 1. 1. – Xylophon, Vibraphon, Celesta, 2 Harfen, Pauken, 3 Schlagzeuger – 12. 10. 8. 8. 6. UA: Catherine Gayer, Berliner Philharmonisches Orchester / Boulez, Berlin, Oktober 1965.
- 11 Livre pour quatuor für Streichquartett, 1948–49 (Heugel 1960, es fehlen IV und VI). Sätze: Ia, Ib, II, IIIa, IIIb, IIIe, IV, V, VI. UA: Marschour-Quartett, Donaueschingen, Oktober 1955 (Ia, Ib, II), Parrenin-Quartett, Darmstadt, 29. August 1961 (V, VI), Parrenin-Quartett, Darmstadt, 8. Juli 1962 (IIIa, IIIb, IIIe). Neu komponiert als:
  - 11a Livre pour cordes für Streichorchester, 1968. Besteht aus: 1a. Variation; 1b. Mouvement. Besetzung: 16. 14. 12. 10. 8. UA: New Philharmonia Orchestra / Boulez, London, 1. Dezember 1968 (Ia), New Philharmonia Orchestra / Boulez, Brighton, 8. Dezember 1968 (Ib).
- 12 Polyphonie X für 18 Instrumente, 1951. Besetzung: Piccolo, Flöte, Oboe, Englischhorn, Es-Klarinette, Bassklarinette, Altsaxophon, Fagott, Horn, Trompete, Posaune, 2 Violinen, 2 Bratschen, 2 Celli, Kontrabass. UA: Symphonieorchester des Südwestfunks / Hans Rosbaud, Donaueschingen, 6. Oktober 1951. Revidiert als:
  - 12a Polyphonie X für Orchester, 1977. UA: New Philharmonia Orchestra / Diego Masson, London, 20. März 1978.
- 13/1 Etude sur un son auf einspurigem Tonband, 1951–52.
- 13/2 Etude sur sept sons auf einspurigem Tonband, 1951–52.
- 14 Structures, premier livre für 2 Klaviere, 1951–52 (Universal Edition 1955). Dauer: ca. 12 min. 3 Teile: Ia, Ib, Ic. UA: Olivier Messiaen, Boulez, Paris, 4. Mai 1952 (Ia), Yvette Grimaud, Yvonne Loriod, Köln, 13. November 1953 (vollständig).
- 15 Oubli signal lapidé für 12 Stimmen (Gedicht von Armand Gatti), 1952. unveröffentlicht. UA: Ensemble vocal / Marcel Couraud, Köln, 3. Oktober 1952.
- 16 Le Marteau sans Maître für Alt, Altflöte, Gitarre, Vibraphon, Xylorimba und Schlagzeug (Gedichte von René Char), 1953–55 (Universal Edition 1954). Besteht aus 9 Stücken in 3 Zyklen: avant „l’Artisanat furieux“ – Commentaire I de „Bourreaux de solitude“ – „l’Artisanat furieux“ – Commentaire II de „Bourreaux de solitude“ – „Bel édifice et les pressentiments“ version première – „Bourreaux de solitude“ – après „l’Artisanat furieux“ – Commentaire III de „Bourreaux de solitude“ – „Bel édifice et les pressentiments“ double. Widmung: „à Hans Rosbaud“. Dauer: ca. 35 min. UA: Sybilla Plate, Mitglieder des Orchesters des Südwestfunks / Hans Rosbaud, Baden-Baden, 15. (?18.) Juni 1955. Revidiert als:
  - 16a Le Marteau sans Maître für das gleiche Ensemble und Bratsche (Gedichte von René Char), 1957 (Universal Edition 1957).
  - 16b 2 Extracts from „Le Marteau sans maître“ – Études pour flûte alto für Alt-Flöte allein, 2007 (Universal Edition 2007)
- o. Nr. [Bearbeitung] Chansons de Bilitis für Sprechstimme, 2 Flöten, 2 Harfen und Celesta von Claude Debussy (1900–1901). Boulez rekonstruierte die Celesta-Partie.
- 17 Orestie für Gesang und Instrumentalensemble (Musik für die Tragödien von Aeschylus/Paul Claudel in der Produktion von Jean-Louis Barrault), 1955. UA: Compagnie Renaud-Barrault, Bordeaux 1955.
- 18 Symphonie mécanique auf einspurigem Tonband (Musik für einen Film von Jean Mitry), 1955.
- 19 Troisième Sonate für Klavier, 1955–57, in 5 formants:
  - 19/1 Antiphonie, 1961 kurz vor Druck zurückgezogen. Ein Fragment publiziert als Sigle (Universal Edition 1968).
  - 19/2 Formant 2: Trope (Universal Edition 1961).Besteht aus: Commentaire – Texte – Parenthèse – Glose.
  - 19/3 Formant 3: Constellation-Miroir (Universal Edition 1963). Besteht aus: Mélange – Points 3 – Blocs 2 – Points 2 – Blocs 1 – Points 1.
  - 19/4 Strophe. unveröffentlicht.
  - 19/5 Séquence. unveröffentlicht. UA: Boulez, Darmstadt, Schloss Kranichstein. 25. September 1957.
- 20 Le Crépuscule de Yang Koueï-fei (Musik zu einem Hörspiel von Louise Fauré), 1957. UA: Radio Television Fran\;aise, Paris 1957.
- 21 Strophes für Flöte, 1957.
- 22 Pli selon pli für Sopran und Orchester (Gedichte von Stéphane Mallarmé), 1957–62. Dauer: ca. 67 min. UA: Eva Maria Rogner, SWF-SO Baden-Baden / Boulez, Köln, 13. Juni 1960. Alle 5 Teile können separat aufgeführt werden:
  - 22/1 Don für Sopran und Klavier, 1960 (aufgegangen in Éclat, vgl. Nr. 27). UA: Eva Maria Rogner, Boulez, Köln, 13. Juni 1960. Ersetzt durch:
  - 22/1a Don für Sopran und Orchester, 1962 (Universal Edition 1967). Orchesterbesetzung: 2 Flöten (2. auch Piccolo), Altflöte, Oboe (auch Englischhorn), Es-Klarinette, B-Klarinette, Bassklarinette, Fagott, 4 Hörner, C-Trompete, D-Trompete, Posaune, Bassposaune, Kontrabassposaune, Klavier, 3 Harfen, Celesta, Mandoline, Gitarre, 7 Schlagzeuger, 8 Violinen, 8 Bratschen, 10 Celli, 6 Kontrabässe. UA: Eva Maria Rogner, Symphonieorchester des Südwestfunks / Boulez, Donaueschingen, 20. Oktober 1962. Überarbeitet: 
    - 22/1aa Don (1989) für Sopran und Orchester: 4. 1. 3. 1. – 4. 2. 3. 0. – Klavier, 3 Harfen, Celesta, Mandoline, Gitarre, 7 Schlagzeuger – 4. 0. 4. 5. 3. Dauer: ca. 15 min. UA: Tuula-Maria Tuomela, RSO Helsinki / Peter Eötvös, Helsinki, 18. April 1990. Kann auch außerhalb des Zyklus gespielt werden.

  - 22/2 Improvisation sur Mallarmé I: Le vierge, le vivace et le bel aujourd’hui für Sopran, Harfe, Vibraphon, Röhrenglocken und 4 Schlagzeuger, 1957 (Universal Edition 1958). Widmung: „á Herbert Hübner“. Dauer: ca. 6 min. UA: Ilse Hollweg und Mitglieder des Symphonieorchesters des Norddeutschen Rundfunks / Hans Rosbaud, Hamburg, 13. Januar 1958. Für eine zyklische Aufführung soll Version 22/2a benutzt werden. Andere Fassung:
  - 22/2a Improvisation sur Mallarmé I: Le vierge, le vivace et le bel aujourd’hui für Sopran und Orchester, 1962. Orchesterbesetzung: 2 Flöten, Es-Klarinette, 2 Saxophone, 4 Hörner, Trompete, Glockenspiel, 2 Vibraphone (3 Spieler), 2 Xylophone (3 Spieler), 3 Harfen, Celesta, Mandoline, Gitarre, 2 Schlagzeuger, 8 Bratschen, 6 Kontrabässe. Dauer: ca. 6 min. UA: Eva Maria Rogner, Symphonieorchester des Südwestfunks / Boulez, Donaueschingen, 20. Oktober 1962. Für eine Einzelaufführung soll Version 22/2 benutzt werden.
  - 22/3 Improvisation sur Mallarmé II: Une dentelle s’abolit für Sopran, Harfe, Vibraphon, Klavier, Celesta, Röhrenglocken und 4 Schlagzeuger, 1957 (Universal Edition 1958). Widmung: „à Herbert Hübner“. Dauer: ca. 12 min. UA: Ilse Hollweg, Mitglieder des Symphonieorchesters des Norddeutschen Rundfunks / Hans Rosbaud, Hamburg, 13. Januar 1958. Kann separat gespielt werden.
  - 22/4 Improvisation sur Mallarmé III: À la nue accablante tu für Sopran und Orchester, 1959, revidiert 1983. Dauer: ca. 19 min. Orchesterbesetzung: 4 Flöten (alle auch Piccolo), Posaune, Glockenspiel und Plattenglocken, Röhrenglocken, Almglocken, 2 Xylophone, 3 Harfen, Celesta, Mandoline, Gitarren, 8 Celli, 3 Kontrabässe. UA: Eva Maria Rogner, Symphonieorchester des Südwestfunks / Hans Rosbaud, Baden-Baden, 10. Juni 1959. Kann auch alleinstehend aufgeführt werden.
  - 22/5 Tombeau für Sopran und Orchester, 1959–62 (Universal Edition 1971). Orchesterbesetzung: 2 Flöten (1. auch Piccolo), Englischhorn, Es-Klarinette, A-Klarinette, Bassklarinette, Fagott, Horn, C-Trompete, D-Trompete, Posaune, Bassposaune, Kontrabassposaune, Klavier, 2 Harfen, Celesta, Gitarre, Vibraphon und Pauken (2 Spieler), Xylophon (2 Spieler), 3 Tamtams und Röhrenglocken und 3 Gongs (2 Spieler), Plattenglocken, Große Trommel, 4 Violinen, 4 Bratschen, 2 Celli, 2 Kontrabässe. Dauer: ca. 15 min. UA: unter dem Titel Tombeau à la mémoire du Prince Max Egon zu Fürstenberg, Eva Maria Rogner, Symphonieorchester des Südwestfunks / Boulez, Donaueschingen, 17. Oktober 1959 (teilweise); Eva Maria Rogner, Symphonieorchester des Südwestfunks / Boulez, Donaueschingen, 20. Oktober 1962 (vollständig).
- 23 Doubles für großes Orchester, 1957–58. Orchesterbesetzung: 4 (3. auch Piccolo). 3. Englischhorn. 2. A-Klarinette, Bassklarinette. 4. – 6. 4.4.1. – Celesta, 3 Harfen, Vibraphon, Xylophon, Pauken, 4 Schlagzeuger – 16. 12. 10. 10. 8. UA: Orchestre Lamoureux / Boulez, Paris, 16. März 1958. Erweitert als:
  - 23a Figures – Doubles – Prismes für großes Orchester, 1963. Orchesterbesetzung: siehe oben. Dauer: ca. 20 min. UA: Symphonieorchester des Südwestfunks / Boulez, Strasbourg, 10. Januar 1964. Erweitert als:
  - 23b Figures – Doubles – Prismes für großes Orchester, 1968. Orchesterbesetzung: siehe oben. UA: Residentie Orchester / Boulez, Den Haag, 1968.
- 24 Poésie pour pouvoir für Orchester und fünfspuriges Tonband (Gedicht von Henri Michaux), 1958. UA: Symphonieorchester des Südwestfunks / Hans Rosbaud und Boulez, Donaueschingen, 19. Oktober 1958.
- 25 Structures, deuxième livre für 2 Klaviere, 1956–61 (Universal Edition 1972). Dauer: ca. 23 min. UA: Yvonne Loriod, Boulez, Donaueschingen, 21. Oktober 1961. Besteht aus Chapitre I–II, Textes 1–6, Encart 1–4, Prèmiere Pièce, Deuxième Pièce.
- 26 Marges für Schlagzeugensemble, 1962–64 (nur Skizzen).
- 27 Éclat für 15 Instrumente, 1965 (Universal Edition 1965). Instrumentalbesetzung: Klavier, Celesta, Harfe, Glockenspiel, Vibraphon, Mandoline, Gitarre, Cymbalum, Röhrenglocken, Altflöte, Englischhorn, Trompete, Posaune, Bratsche, Cello (vgl. Nr. 22/1). Dauer: ca. 8 min. UA: Ensemble / Boulez, Los Angeles, 26. März 1965. Erweitert als:
  - 27a Éclat/Multiples für Schlagzeugensemble und Orchester, 1966-… , in verschiedenen Heften:
    - 27a/1 = Éclat.
    - 27a/2 Éclat/Multiples (1970) für Klavier, Celesta, Harfe, Glockenspiel, Vibraphon, Mandoline, Gitarre, Cymbalum, Röhrenglocken, Altflöte, Englischhorn, Bassetthorn, Trompete, Posaune, 10 Bratschen, Cello. Dauer: ca. 25 min. UA: BBC Symphony Orchestra / Boulez, London, 21. Oktober 1970. Multiples soll nicht einzeln gespielt werden.
- 28 Domaines für Klarinette, 1961–68. Dauer: variabel. UA: Hans Deinzer, Ulm, 20. September 1968. Andere Fassung:
  - 28a Domaines für Klarinette und 6 Instrumentalgruppen (20 Instrumente): Altposaune, Posaunen, Bassposaune – 2 Violinen, 2 Bratschen, 2 Celli – Marimbaphon, elektrischer Kontrabass – Flöte, Trompete, Altsaxophon, Fagott, Harfe – Oboe, Horn, elektrische Gitarre – Bassklarinette. Dauer: ca. 29 min. UA: Walter Boeykens, Belgisches Radio-Symphonieorchester / Boulez, Bruxelles, 20. Dezember 1968. Revidiert als:
  - 28aa Domaines für Klarinette und 6 Instrumentalgruppen, 1969. UA: Michel Portal, Ensemble Musique Vivante / Boulez, Paris, 10. November 1970. Neubearbeitung:
  - 28b Dialogue de l’ombre double
    - 28ba für Klarinette und Elektronik (1982–1985)
    - 28bb für Fagott und Elektronik (1995)
- 29 Pour le Dr. Kalmus für Flöte, C-Klarinette, Klavier, Bratsche und Cello, 1969. UA: Pierrot Players / Boulez, Haus von Dr. Alfred Kalmus, London, 22. April 1969. Widmung: Dr. Alfred Kalmus, „en souvenir de son 80e anniversaire“. Dauer: ca. 4 min. Überarbeitet unter dem Titel: 
  - 29a Improvisé – pour le Dr. K. (2005)
- 30 Cummings ist der Dichter… für Kammerchor und Kammerorchester (Gedicht von E. E. Cummings, aus Poems 1923–1954), 1970, revidiert 1986 (Universal Edition 1976). Besetzung: 4 Soprane, 4 Alte, 4 Tenöre, 4 Bässe (oder ein Vielfaches bis max. 48 Stimmen) – 1. 2. 2 Englischhörner. 0. 1. – 3. 2. 2. 0. – 3 Harfen – 1. 6. 3. 3. 1. Dauer: ca. 14 min. UA: Schola Cantorum Stuttgart, Orchester des Süddeutschen Rundfunks / Clytus Gottwald und Boulez, Stuttgart, 25. September 1970. Neubearbeitung:
- 31 …explosante – fixe… für variables Ensemble, 1971 (Universal Edition 1971).
  - 31a …explosante – fixe… realisiert von Boulez für MIDI-Flöte, Klarinette, Trompete, Harfe, Vibraphon, Violine, Bratsche, Cello und Elektronik, 1972-… UA: Lincoln Chamber Society, New York, 5. Januar 1973. Revidiert bei verschiedenen folgenden Aufführungen.
  - 31b …explosante – fixe… für Flöte, Klarinette und Trompete, 1972
  - 31c …explosante – fixe… für MIDI-Flöte, Live-Elektronik, zwei „Schatten“-Flöten und Kammerorchester, 1991–1993. Enthält Transitoire VII (1991), Transitoire V (1993), Originel (1993). Instrumentalbesetzung: Midi-Flöte, 2. 2. 3. 2. – 2. 2. 2. 1. - 3. 2. 2. 1. UA: Pierre-André Valade, Ensemble InterContemporain / David Robertson, Turin, 13. September 1993
  - 31b/1 Bearbeitung der Flötenstimme: Mémoriale für Flöte und acht Instrumente, 1985. Enthält Originel. Besetzung: Flöte, 2 Hörner, 3 Violinen, 2 Violen, 1 Violoncello. Widmung: „En souvenir de Lawrence Beauregard“. Dauer: ca. 7 min. UA: Sophie Cherrier, Ensemble Intercontemporain / Boulez, Paris, 29. November 1977
  - 31b/2 Bearbeitungen der Violinstimme:
    - Anthèmes (1991) für Violine, Alfred Schlee zum 90sten Geburtstag gewidmet, UA: Irvine Arditti
    - Anthèmes II (1997) für Violine und Elektronik, UA: Hae-Sun Kang, Donaueschingen 1997.
    - Anthèmes II (2008) für Viola und Elektronik.
- 32 Rituel in memoriam Bruno Maderna für Orchester in 8 Gruppen, 1974–75, revidiert 1987 (Universal Edition 1975). Instrumentalbesetzung: Oboe, 1 Schlagzeuger – 2 Klarinetten, 1 Schlagzeuger – 3 Flöten (3. auch Altflöte), 1 Schlagzeuger – 4 Violinen, 1 Schlagzeuger – Oboe, Klarinette, Altsaxophon, 2 Fagotte, 1 Schlagzeuger – 2 Violinen, 2 Bratschen, 2 Celli, 1 Schlagzeuger – Altflöte, Oboe, Englischhorn, Es-Klarinette, Bassklarinette, 2 Fagotte, 1 Schlagzeuger – 6 Hörner, 4 Trompeten, 4 Posaunen, 2 Schlagzeuger. Dauer: ca. 27 min. UA: BBC Symphony Orchestra / Boulez, London, 2. April 1975.
- 33 Ainsi parla Zarathoustra für Stimmen und Instrumentalensemble (Musik für ein Stück von Jean-Louis Barrault nach Friedrich Nietzsche), 1974. UA: Compagnie Renaud-Barrault, Paris, Oktober 1974.
- 34 Messagesquisse für Solo-Cello und 6 Celli, 1976. Widmung: „à Paul Sacher pour le 28.4.1976“. Dauer: ca. 7 min. UA: Mitglieder der Jury des Rostropowitsch-Wettbewerbs, La Rochelle, 3. Juli 1977.
  - 34a Messagesquisse für Solo-Viola und sechs Violen (2000), arrangiert von Christophe Desjardins. UA: Christophe Desjardins, Studenten des Konservatoriums / David Robert Coleman, Aix-en-Provence, 25. Juni 2000.
- 35 Notations I-IV für großes Orchester 1978, revidiert 1984. (Universal Edition 1984). (Vgl. Nr. 1)
  - 35/1 Notations I. Orchesterbesetzung: 4 Flöten (4. auch Piccolo), 3 Oboen, Englischhorn, Es-Klarinette, 2 B-Klarinetten, A-Klarinette, Bassklarinette in B, 3 Fagotte, Kontrafagott – 6 Hörner, 4 Trompeten, 4 Posaunen, Tuba – 6 Schlagzeuger, Pauken, Celesta, 3 Harfen – 1. Violine (9 Pulte), 2. Violine (8 Pulte), Bratsche (7 Pulte), Cello (6 Pulte), Kontrabass (5 Pulte). Dauer: ca. 2,5 min.
  - 35/2 Notations II. Orchesterbesetzung: 4 Flöten (4. auch Piccolo), 3 Oboen, Englischhorn, Es-Klarinette, 2 B-Klarinetten, A-Klarinette, Bassklarinette in B, 4 Fagotte (4. auch Kontrafagott) – Blech wie oben – 8 Schlagzeuger, Pauken, 3 Harfen, Klavier – Streicher wie oben. Dauer: ca. 1 min.
  - 35/3 Notations III. Orchesterbesetzung: Holz wie Notations II – Blech wie oben – Schlagzeuger und Pauken wie oben, Celesta, 3 Harfen – Streicher wie oben. Dauer: ca. 3,5 min.
  - 35/4 Notations IV. Orchesterbesetzung: Holz wie Notations I – Blech wie oben – Schlagzeuger und Pauken wie oben, Celesta, 3 Harfen, Klavier – Streicher wie oben. Dauer: ca. 1,5 min. UA: Orchestre de Paris / Daniel Barenboim, Paris, 18. Juni 1980.
- 36 Répons für Instrumentalensemble, 6 Solisten und Tonbänder, realisiert durch Computer und Live-Elektronik „en temps réel“, 1981–… Instrumentalbesetzung: 2. 2. 2. Bassklarinette. 0. – 2. 2. 2. 1. – 3. 2. 2. 1 – Klavier, Cymbalum, Xylophon, Harfe, Vibraphon. UA: Michel Cerutti, Vincent Bauer, Daniel Ciampolini, Pierre-Laurent Aimard, Alain Neveux, Marie-Claire Jamet, Ensemble InterContemporain / Boulez, Donaueschingen, 18. Oktober 1981. Dauer: 17 min. Erweitert als:
  - 36a Répons für Instrumentalensemble, 6 Solisten und Live-Elektronik. Interpreten wie oben. UA: London, 6. September 1982. Dauer: 35 min. Erweitert als:
  - 36b Répons. Instrumentalbesetzung: 2. 2. 2. Bassklarinette. 2. – 2. 2. 2. 1. – 3. 2. 2. 1 – Klavier und elektronische Orgel, Cymbalum, Xylophon und Glockenspiel, Harfe, Vibraphon. Dieselben Interpreten wie oben. UA: Turin, 22. September 1984. Dauer: 45 min.
- Dérive I (1980–1984) für Flöte, Klarinette, Klavier, Vibraphon, Violine und Violoncello. Widmung: „pour William Glock, 8 juin 1984, Bath“. Dauer: ca. 8 min. UA: London Sinfonietta / Oliver Knussen, London, 31. Januar 1985. Abgeleitet aus Répons (1981) und Messagesquisse (1977).
- Dialogue de l’ombre double für Klarinette und Tonband, 1984. Widmung: „à Luciano Berio - pour son soixantième anniversaire, Florence, le 28 Octobre 1985“. Dauer: ca. 20 min. UA: Alain Damiens, Florenz, 28. Oktober 1985. Der Klarinettist hat eine zweite Stimme auf Tonband aufzunehmen; die Aufführung mit zwei Klarinettisten ist unzulässig.
- [Bearbeitung] Frontispice für Orchester. Instrumentation des gleichnamigen Stückes für Klavier zu fünf Händen (1914) von Maurice Ravel. Besetzung: 2. 2. 3. 2. – 2. 2. 2. 1. – 4 Schlagzeuger, Harfe, Celesta, Klavier – 3. 0. 2. 2. 1. Widmung: „à François Lesure“ Dauer: ca. 2 min. UA: Ensemble Intercontemporain, Paris, 26. April 1991.
- Initiale (1987; revidiert 1992) für sieben Blechbläser: 2 Hörner, 2 Trompeten, 2 Posaunen, Tuba. Dauer: ca. 5 min. UA: Houston/USA, 1987
- Dérive II (1988–1993; revidiert 2006 und 2009) für elf Instrumente: Englischhorn, Klarinette, Fagott, Horn, Marimbaphon, Vibraphon, Harfe, Klavier, Violine, Viola, Violoncello. Widmung: „à Elliott Carter“ zum 80sten Geburtstag. Dauer: ca. 45 min. UA: Ensemble Intercontemporain / Boulez, Luzern, 14. September 2002
- Incises (1994; revidiert 2001) für Klavier. Auftrag: Concours Umberto Micheli à Milan. Dauer: ca. 9,5 min. UA: Mailand, 21. Oktober 1994. Neubearbeitung und Erweiterung:
  - Sur Incises (1996–1998) für drei Klaviere, drei Harfen und drei Schlagzeuger
- Notation VII (1997, revidiert 2004) für Orchester: 4. 4. 5. 4. – 6. 4. 4. 1. – Pauken, 8 Schlagzeuger, 3 Harfen, Celesta – 18. 16. 14. 12. 10. Dauer: ca. 9 min. UA: Chicago SO / Daniel Barenboim, Chicago, 14. Januar 1999.
- Une page d'éphéméride (2005) für Klavier. Geschrieben für das „Piano Project“ (UE 33662)

## Schriften und Gespräche
- Penser la musique aujourd’hui, Paris 1963. Deutsche Übersetzung: Musikdenken heute 1+2 (Darmstädter Beiträge zur Neuen Musik V. und VI.), Mainz 1963 und 1982. Englische Übersetzung: Boulez on Music Today, London 1971.

### Relevés d’apprenti
- Relevés d’apprenti, Paris 1966. Englische Übersetzung: Notes of an Apprenticeship, New York 1968.
  - Moment de Jean-Sébastien Bach, in: Contrepoint, Nr. 7, 1951.
  - Recherches maintenant, in: La Nouvelle Revue française, Nr. 48, 1. Dezember 1956.
  - Alea, in: La Nouvelle Revue française, Nr. 59, 1. November 1957.
  - Son et Verbe, in: Cahiers de la Compagnie Madeleine Renaud/Jean-Louis Barrault, 22. und 23. Heft, Mai 1958.
  - Propositions, in: Polyphonie, 2. Heft, 1948.
  - Stravinsky demeure, in: Musique russe, Band 1, Presses Universitaires de France, 1953 (der Text lag schon 1951 vor).
  - Eventuellement…, in: Revue musicale, 1952.
  - …Auprès et au loin, in: Cahiers de la Compagnie Madeleine Renaud / Jean-Louis Barrault, 3. Heft, 1954.
  - A la limite du pays fèrtile, in: Die Reihe, Nr. 1, 1955.
  - Tendences de la musique récente, in: Revue musicale, 1957.
  - Incidences actuelles de Berg, in: Polyphonie, 2. Heft, 1948.
  - Trajectoires – Ravel, Stravinsky, Schonberg, in: Contrepoint, Nr. 6, 1949.
  - Note sur le Sprechgesang, in: Beiheft zur Platte Pierrot lunaire, 1962.
  - Schönberg est mort, in: The Score, Februar 1952.
  - Incipit, in: Domaine musical, Nr. 1, 1954.
  - D’une conjonction – en trois éclats, in: Beiheft zur Platte „Domaine musical“ mit Canticum sacrum von Strawinsky, 1957.
  - Accord, Chromatisme, Musique concrète, Contrepoint, Béla Bartók, Alban Berg, Claude Debussy, in: Encyclopédie de la Musique, Band A-E, Paris 1958.
  - Série, Arnold Schönberg, Anton Webern, in: Encyclopédie de la Musique, Band L-Z, Paris 1961.
  - Œuvre pour piano de Schönberg, in: Beiheft zur Platte, gespielt von Paul Jacobs, 1958.

### Points de repère
Points de repère, en trois tomes reprenant et complétant les textes des Relevés d’apprenti et de Jalons, hrsg. von Jean Nattiez, Paris 1981.

#### Erster Teil:Imaginer
- I. Kapitel: Maîtrise et métier
  - 1.musical contemporain, Paris 1962.
  - 2. Le goût et la fonction. Vortrag beim Darmstädter Ferienkurs von 1961, in: Tel quel, Nr. 1, 4 und 15, 1963.
  - 3. Nécessité d’une orientation esthétique. Auszug aus dem Darmstädter Ferienkurs von 1963, in: Mercure de France, April–Mai 1964.
  - 4. Temps, notation et code. Text (1980 bearbeitet) eines Kurses in Darmstadt von 1963; er hatte die Grundlage des III. Kapitels von Penser la musique aujourd’hui bilden sollen (unveröffentlicht).
  - 5. Forme. Text eines Kurses in Darmstadt von 1963; er hatte die Grundlage des IV. Kapitels von Penser la musique aujourd’hui bilden sollen (unveröffentlicht).
  - 6. Conclusion partielle. Text des letzten Darmstädter Kurses von 1963; er hatte als Grundlage des abschließenden Kapitels von Penser la musique aujourd’hui dienen sollen.
  - 7. Périforme. Text eines Beitrags anlässlich eines Kongresses über die Form in der zeitgenössischen Musik (Darmstadt 1965), in: Lettres françaises, 16. Juni 1966.
- II. Kapitel: Voir et savoir
  - 8. Probabilités critiques du compositeur, in: Domaine musical Nr. 1, 1954.
  - 9. Alternatives. Eröffnender Text eines Kurses in Basel, 1965.
  - 10. Discipline et communication. Vortrag eines Darmstädter Kurses von 1961, gegen den Willen von Boulez veröffentlicht in: Les Lettres Nouvelles, Februar–März 1964.
- III. Kapitel: Etapes et jalons
  - 11. Le système mis à nu (Polyphonie X und Structures pour deux pianos). Zwei Briefe an John Cage, der 2. Brief englisch durch Cage publiziert in: Transformations: arts, communication, environment, Band I, Nr. 3, 1952.
  - 12. Construire une improvisation… (Zweite Improvisation sur Mallarmé). Vortrag in Strasbourg von 1961, in: Melos als Comment travaille l’avant·garde aujourd’hui, Nr. 10, Oktober 1961 (Text 1981 von Boulez überarbeitet, ins Französische zurückübersetzt von J. L. Leleu; französisch unveröffentlicht).
  - 13. Sonate „que me veux-tu“ (Dritte Klaviersonate), in: Méditations, Nr. 7, Frühjahr 1964.
  - 14. Son, verbe, synthèse (Poésie pour pouvoir), in: Melos, Nr. 10, Oktober 1958.
  - 15. Poésie – centre et absence – musique (Poésie pour pouvoir). Vortrag in Donaueschingen von 1962, in: Melos, Nr. 2, Februar 1963 (französisch unveröffentlicht).
  - 16. Entretien sur „Polyphonie X“, „Structures pour deux pianos“ et „Poésie pour pouvoir“, Unterhaltung mit Dominique Jameux, in: Musique en jeu, Nr. 16, November 1974.
  - 17. Pli selon Pli. Beiheft zur Platte CBS 75 770.

#### Zweiter Teil:Regards sur autrui
- I. Kapitel: Retour aux sources?
  - 18. Divergences: de l’être à l’oeuvre (Richard Wagner). Vorwort zu H. Barth / D. Mack / E. Voss, Richard Wagner. Dokumentarbiographie, Wien 1976. Französische Fassung in: Musique en jeu, Nr. 22, Januar 1976.
  - 19. Le Journal de Cosima Wagner: Richard travaille, in: Le Monde, 15. Dezember 1977.
  - 20. La biographie, pourquoi? (Gustav Mahler). Vorwort zu H. L. Lagrange: Mahler, Paris 1979.
- II. Kapitel: Sélection portative
  - 21. Tell me (Beethoven). Deutsch erschienen in: Die Welt, 12. Dezember 1970 (französisch unveröffentlicht).
  - 22. L’imaginaire chez Berlioz, in: High Fidelity – Musical America, 6. März 1969 (französisch unveröffentlicht).
  - 23. Le temps re-cherché (La „Tétralogie“), in: Programmheft Rheingold der Bayreuther Festspiele 1976.
  - 24. Chemins vers „Parsifal“, in: Programmheft Parsifal der Bayreuther Festspiele 1970.
  - 25. Mahler actuel? Vorwort zu Bruno Walter, Gustav Mahler und Wien, Paris 1979.
  - 26. Chien flasque (Satie), in: Revue musicale, Nr. 214, 1952.
  - 27. Schönberg, Le mal·aimé? Deutsch in: Die Welt, 7. September 1974 (französisch unveröffentlicht).
  - 28. „Lulu“: Le second opéra, in: Alban Berg, Lulu, Band II, Paris 1979.
  - 29. Style ou idée? – éloge de l’amnésie (Strawinsky), in: Musique en jeu, Nr. 4, Oktober 1971.
  - 30. Messiaen: vision et révolution. Sendung der British Broadcasting Corporation vom 13. Mai 1973 (französisch unveröffentlicht).
  - 31. Messiaen: Le temps de l’utopie. Sendung des Südwestfunks Baden-Baden, Oktober 1978 (französisch unveröffentlicht).
- III. Kapitel: Occasions fragmentaires
  - 32. Berlioz: „Symphonie fantastique“ et „Lélio“, Beiheft zur Platte CBS 32 B 1 0010.
  - 33. Mahler: „Das klagende Lied“, Beiheft zur Platte CBS 577 233.
  - 34. Debussy: L’oeuvre pour orchestre. Beiheft zum Plattenalbum Columbia D 3M – 32988.
  - 35. Stravinsky: „J:Oiseau de feu“, Beiheft der Platte Columbia 7206.
  - 36. La conjonction Stravinsky/Webern, Beiheft der Platte Véga C 30 A 120.
  - 37. Berg: Le „Kammerkonzert“, Beiheft der Platte DGG 253 1007.
  - 38. Varèse: „Hyperprisme“, „Octandre“, „Intégrales“.
  - 39. Bartók: „Musique pour cordes, percussion et célesta“, Beiheft der Platte Columbia 7206.
- IV. Kapitel: Le texte et sa réalite
  - 40. Dire, jouer, chanter (Le „Pierrot lunaire“ et le „Marteau sans maître“), in: Cahiers Renaud-Barrault, Nr. 41, 1963.
  - 41. „J’ai horreur du souvenir“ (Roger Désormière), in: Roger Désormière et son temps, Monaco 1966.
  - 42. Situation et interprétation de „Wozzeck“, anlässlich der Première von Wozzeck an der Opéra in Paris 1963. Beiheft des Plattenalbums CBC 3003.
  - 43. „Parsifal“: La première rencontre. Brief an Wieland Wagner vom 24. Juli 1966, in: Programmheft Parsifal der Bayreuther Festspiele 1973.
  - 44. „Der Raum wird hier zur Zeit“ (Wieland Wagner), in: Les Lettres françaises, 20. Oktober 1966.
  - 45. Miroirs pour „Pelléas et Mélisande“, anlässlich der Aufführung von Pelléas et Mélisande in Covent Garden 1969. Beiheft des Plattenalbums Columbia M3 30119.
  - 46. La „Tétralogie“: commentaire d’expérience, in: Programmheft Siegfried der Bayreuther Festspiele 1977.
  - 47. „Lulu“: questions d’interprétation, im Textbuch des Plattenalbums DGG 271 1024.
  - 48. „Lulu“: court post-scriptum sur la fidélité, anlässlich der Uraufführung der dreiaktigen Fassung der Oper an der Opéra in Paris 1979, in: Alban Berg, Lulu, Band II, Paris 1979.

#### Dritter Teil:Itinéraire rétrospectif
- I. Kapitel: Table d’orientation provisoire
- Le Domaine Musical
  - 49. Première et seconde audition, in: Cahiers Renaud-Barrault, Nr. 13, Oktober 1955.
  - 50. Petit éditorial, in: Programm des Konzerts des „Domaine musical“ vom 14. Dezember 1957.
  - 51. Expérience, autruches et musique, in: Cahiers Renaud-Barrault, Nr. 41, Dezember 1963.
  - 52. Dix ans après, in: Cahiers Renaud-Barrault, Nr. 41, Dezember 1963.
  - 53. Une écurie pour Jarry. Projekt eines Vorworts zu Penser la musique aujourd’hui (1964), in: L’Express, Februar 1963.
- L’institution et ses vertus…
  - 54. Pourquoi je dis non à Malraux, in: Le Nouvel Observateur, Nr. 80, 25. Mai 1966.
  - 55. Où en est·on? Vortrag in Saint-Etienne vom 13. Mai 1968, teilweise veröffentlicht in: Le Monde de la musique, Nr. 2, Juli–August 1978 (vollständiger Text unveröffentlicht).
  - 56. Le modèle du Bauhaus, in: Cahiers Canadiens de Musique, Frühjahr-Sommer 1971 (1980 umgearbeitet).
- La pratique, quotidienne et autre
  - 57. Orchestre, salle, répertoire, public, in: Cahiers Canadiens de Musique, Frühjahr-Sommer 1971 (1980 umgearbeitet).
  - 58. Pour éveiller la curiosité de la nouvelle musique. Englisch in: New York Times, 6. August 1972 (französisch unveröffentlicht).
  - 59. Quoi de nouveau? Englisch in: Celebration of Contemporary Music. Juilliard School of Music, New York, 5.-13. März 1976 (französisch unveröffentlicht).
  - 60. Libérer la musique, in: Preuves, 2. Vierteljahr 1972.
- II. Kapitel: Epitaphes, hommages et inscriptions
  - 61. Wolfgang Steinecke:
    - I. L’accident. Grabrede für W. St., in: Darmstädter Beitrage zur neuen Musik, Nr. 5, 1962 (französisch unveröffentlicht).
    - II. Dans la distance, in: Melos, Februar 1962.

  - 62. Arcanes Varèse, anlässlich des Todes von Varèse, in: Programm des „Domaine musical“, 24. November 1965.
  - 63. Hermann Scherchen: un patriarche aventureux, in: Nouvel Observateur, 22. Juni 1966.
  - 64. Hans Rosbaud: 
    - I. Le chef d’orchestre et son modèle. Sendung des Südwestfunks Baden-Baden anlässlich des 70. Geburtstages von H. R. (französisch unveröffentlicht).
    - II. „…to cut me off before night“, anlässlich des Todes von H. R. (unveröffentlicht).

  - 65. T. W. Adorno: en marge de la, d’une disparition, in: Melos, September 1969.
  - 66. Heinrich Strobel:
    - I. Visage de l’amitié. Grabrede für H. S. am 20. August 1970, in: Melos, Oktober 1970.
    - II. L’intermédiaire. Sendung des Südwestfunks Baden-Baden, Anfang 1971.

  - 67. Bruno Maderna. Esquisse d’un portrait, in: Le Nouvel Observateur, 26. September 1973, anlässlich des Todes von B. M.
  - 68. Olivier Messiaen:
    - I. Une classe et ses chimères, anlässlich des 50. Geburtstags von O. M., in: Programm des „Domaine musical“ vom 15. April 1959.
    - II. Rétrospective, in: L’artiste musicien de Paris, Nr. 14, 1. Halbjahr 1966.
    - III. La Toute-puissance de l’exemple. Ansprache in der Pariser Opéra am 10. Dezember 1978 anlässlich des 70. Geburtstags von O. M. (unveröffentlicht).

  - 69. Gaëtan Picon, Ascèse de l’action, in: Katalog der Ausstellung G. P. im Centre Georges Pompidou im April 1979.
- En Manière de Conclusion
  - 70. Géometrie courbe de l’utopie. Ansprache anlässlich der Verleihung des Siemens-Preises, 20. April 1979 (unveröffentlicht).

### Vereinzelte Aufsätze
- „Donc on remet en question“ suivi de „Perspective-Prospective“, in: La Musique en projet, Paris 1975.
- Invention/Recherche, in: Passage du XXe siècle, 1. Teil, Januar/Juli 1977, Paris 1976.
- L’in(dé)fini et l’instant, in: Le Compositeur et l’ordinateur, 17./21. Februar 1981, Paris.

## Deutschsprachige Sammelbände
Trotz der Titelähnlichkeit ist der Inhalt der Sammelbände nicht gleich. Relevés d’apprenti ist nicht identisch mit Werkstatt-Texte und Points de repère ist nicht identisch mit Anhaltspunkte, daher sind die Inhalte hier noch einmal aufgeschlüsselt.

### Anhaltspunkte
Anhaltspunkte. 32 Texte und Essays 1948–1974 geschrieben, übersetzt von Josef Häusler, Zürich: Belser 1975, 415 S.
- I. Claude Debussy.
  - 1. Die Korruption in den Weihrauchfässern. 1956.
  - 2. Pélleas et Mélisande in Spiegeln.
  - 3. Lexikon-Artikel Debussy. 1958.
- II. Miscellanea.
  - 4. Bach als Kraftmoment. 1951
  - 5. Tell me (Beethoven). 1970.
  - 6. Das Imaginäre bei Berlioz.
  - 7. Wege zu Parsifal. 1968.
  - 8. Divergenzen: Vom Wesen zum Werk. 1975.
  - 9. Lexikon-Artikel Bartók. 1958.
  - 10. Vogel Strauß im Labor. 1959.
  - 11. Möglichkeiten des Komponisten als Kritiker. 1954.
  - 12. Olivier Messiaen. 1974.
- III. Strawinsky und Schönberg.
  - 13. Strawinsky bleibt. 1951. 163–239.
  - 14. Über eine Konjunktion. 1975.
  - 15. Flugbahnen. 1949.
  - 16. Stil oder Idee?
  - 17. Die Klavierkompositionen von Arnold Schönberg. 1958.
  - 18. Schönberg ist tot. 1951.
  - 19. Schönberg, der Weniggeliebte? 1974.
  - 20. Lexikon-Artikel Schönberg. 1961.
- IV. Alban Berg.
  - 21. Mißverständnisse um Berg. 1948.
  - 22. Wozzeck: Anlage und Interpretation.
  - 23. Lexikon-Artikel A. Berg. 1960.
- V. Anton Webern.
  - 24. Incipit. 1954.
  - 25. Lexikon-Artikel A. Webern. 1960.
- VI. Nachrufe.
  - 26. Wolfgang Steinecke. 1962.
  - 27. Der Orchesterchef und sein Vorbild (Hommage à Hans Rosbaud.).
  - 28. Edgard Varèse.
  - 29. Der Raum wird hier zur Zeit (Wieland Wagner). 1966.
  - 30. Am Rande des, eines Hinscheidens (Th. W. Adorno). 1969.
  - 31. Grabrede auf Heinrich Strobel. 1970.
  - 32. Der Vermittler (H. Strobel). 1971.

### Werkstatt-Texte
Werkstatt-Texte, 19 Texte 1948–1963 geschrieben, übersetzt von Josef Häusler, Frankfurt a. M./Berlin: Ullstein/Propyläen 1972, 286 S.
- 1. Vorschläge. 1948
- 2. Möglichkeiten. 1952
- 3. Einsichten, Aussichten.
- 4. Nahsicht und Fernsicht. 1954.
- 5. „An der Grenze des Fruchtlandes“ (P. Klee). 1955.
- 6. Tendenzen – 1957.
- 7. Alea. 1958.
- 8. Ton, Wort, Synthese.
- 9. Ton und Wort. 1958.
- 10. Sprechen, Singen, Spielen. 1963.
- 11. Über den Sprechgesang. 1962.
- 12. Dichtung – Mittelpunkt und Ferne – Musik.
- 13. Zu meiner Dritten Klaviersonate. 1960.
- 14. Wie arbeitet die musikalische Avantgarde? [Improvisation sur Mallarmé II; Pli selon pli; Improvisation, Instrumentation, Aleatorik]
- 15. Disziplin und Kommunikation. 1964.
- 16. Ästhetik und Götzendienst. 1962.
- 17. Geschmack und Funktion. 1961.
- 18. Zehn Jahre danach. 1963.
- 19. Lexikalische Texte: Akkord. Chromatik. Kontrapunkt. Musique concrète. 1958.
- Reihe. 1961.

### Wille und Zufall
Wille und Zufall, Gespräche mit Célestin Deliège und Hans Mayer. Übersetzt von Josef Häusler und Hans Mayer, Stuttgart: Belser 1977, 175 S.
- 1. Die Entwicklungsjahre.
- 2. Wahl und Urteil.
- 3. Verteidigung Bergs.
- 4. Folgerungen aus Schönberg.
- 5. Abstecher zur musikalischen Lehre.
- 6. Auf dem Weg zur Auflösung der klassischen Formen – Die Zweite Klaviersonate.
- 7. Begegnung mit René Char.
- 8. Gleichklang mit Mallarmé – Der Livre pour quatuor à cordes.
- 9. Expansion der seriellen Technik – eine experimentelle Welt.
- 10. Auf dem Weg zu einer neuen Rhetorik – Le Marteau sans maître.
- 11. Die Motivation des Dirigenten.
- 12. Der Begriff der Mobilität – Die Dritte Klaviersonate – Éclat – Domaines.
- 13. Die Konzeption der Harmonik – Structures II pour deux pianos.
- 14. Neubegegnung mit der Dichtung.
- 15. Neue formale und orchestrale Perspektiven – Figures, Doubles, Prismes.
- 16. Erweiterung des Begriffs Kammermusik – …explosante-fixe… [Bearbeitung. Transitoires, Empruntes. Transformation. Bezug auf Strawinsky. Neoklassizismus]
- 17. Die Technologie von „Poésie pour pouvoir“ als Ausgangspunkt für Untersuchungen des IRCAM.
- 18. Anstelle eines Nachworts.
- 19. [mit H. Mayer] Der Interpret vor der Objektivität der Partitur.

### Leitlinien
Leitlinien. Gedankengänge eines Komponisten. Vorträge 1976–1988, Übersetzung und Vorwort von Josef Häusler. Kassel: Bärenreiter, Metzler 2000, 450 S.
- 1. Erfindung, Technik und Sprache. 1976.
- 2. Idee, Realisation, Metier. 1978.
- 3. Sprache, Material und Struktur. 1978.
- 4. Die Komposition und ihre Gesten. 1980.
- 5. Automatismus und Entscheidung. 1981.
- 6. Der Themenbegriff und seine Entwicklung. 1983.
- 7. Thema, Variation und Form. 1984.
- 8. Reale und virtuelle Thematik, offene und geschlossene Form. 1985.
- 9. Die Schreibweise des Musikers: Der Blick des Tauben? 1981.
- 10. System und Idee. 1986.
- 11. Zwischen Ordnung und Chaos. 1988.